# Raputiarana
Raputiarana é um género botânico pertencente à família Rutaceae.

## Espécies
- Raputiarana subsigmoidea